# غابرييل بيرغ
غابرييل بيرغ (بالألمانية: Gabriele Berg)‏ هي أحيائية ألمانية، ولدت في 1963 في روستوك في ألمانيا.